# Корректоры побочных действий нейролептиков
Корректоры побочных действий нейролептиков (корректоры нейролептической терапии, корректоры нейролептиков) — препараты, используемые для купирования или профилактики побочных эффектов нейролептиков (чаще всего нейролептических экстрапирамидных расстройств). К корректорам побочных действий нейролептиков относят прежде всего антихолинергические препараты, такие как тригексифенидил, бипериден, но в этих же целях могут использоваться также бета-адреноблокаторы, антигистаминные средства, дофаминстимуляторы и многие другие препараты.

## Антихолинергические корректоры

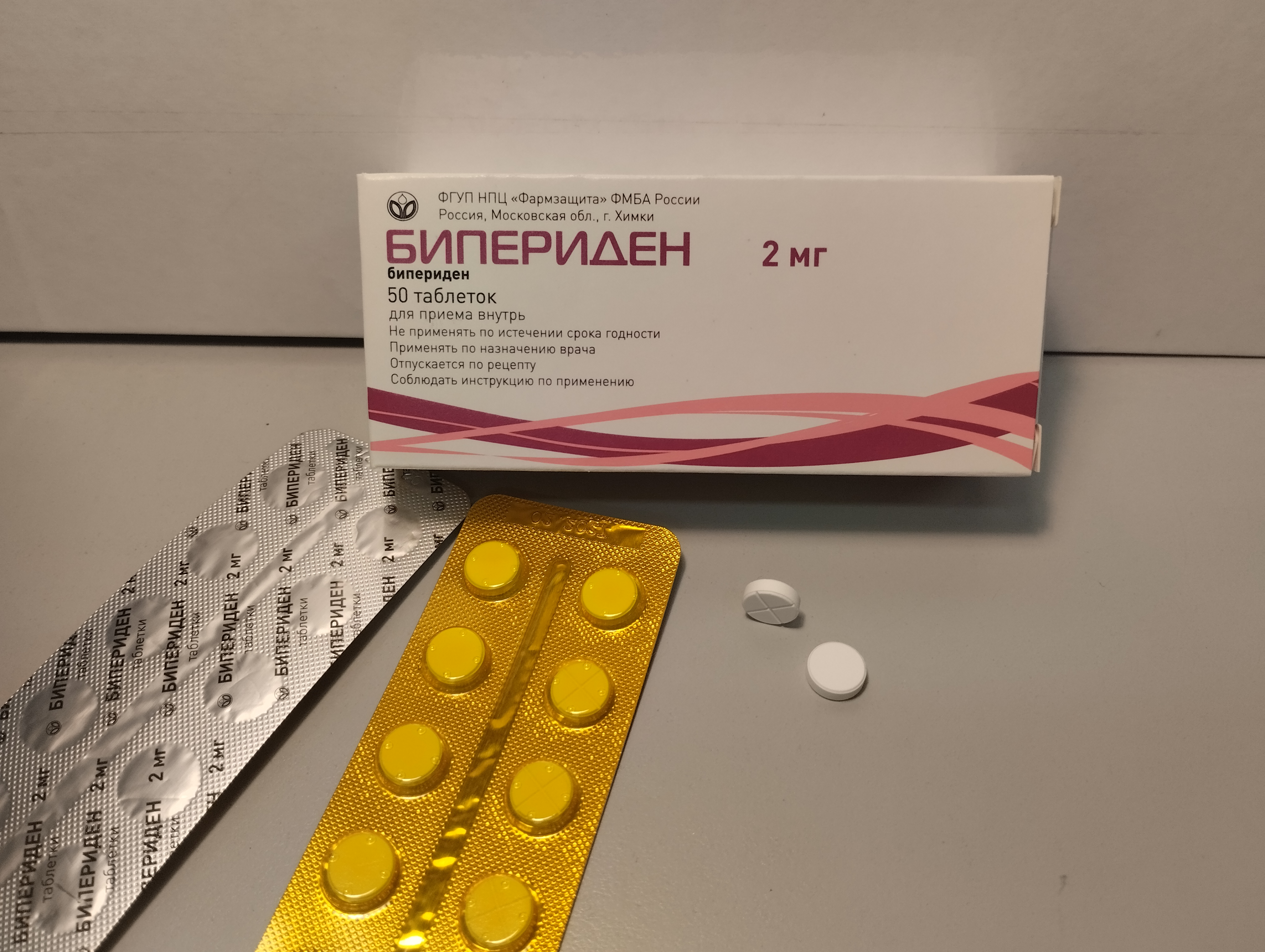
Упаковка и таблетки биперидена

Среди них выделяют препараты со стимулирующими свойствами и препараты с седативными свойствами. К стимулирующим препаратам относятся тригексифенидил (циклодол), орфенадрин, бипериден (акинетон), трипериден (норакин), к седативным — бенактизин (амизил), диэтазин (депаркин), тропатепин (лептикур), дифенилтропин (тропацин), профенамин (этопропазин), проциклидин, бензтропин (когентин). Стимулирующие корректоры предпочтительно использовать при наличии у пациентов дефицитарной (негативной) симптоматики, чтобы усилить стимулирующие эффекты нейролептиков, седативные — прежде всего при ажитированных психозах. На практике из антихолинергических препаратов в России в качестве корректоров нейролептиков чаще всего применяются циклодол и акинетон.
Антихолинергические препараты наиболее эффективны при нейролептическом паркинсонизме и острой дистонии, в меньшей степени — при акатизии и треморе. При поздней дискинезии эти препараты не используются, так как они могут усиливать её выраженность. Хотя антихолинергические средства доказали свою эффективность при нейролептическом паркинсонизме и острой дистонии, их клиническая полезность при преобладании у пациентов акатизии остаётся недоказанной; предпочтение им при лечении пациентов с акатизией может отдаваться лишь в тех случаях, когда у пациентов одновременно наблюдаются симптомы акатизии и паркинсонизма.

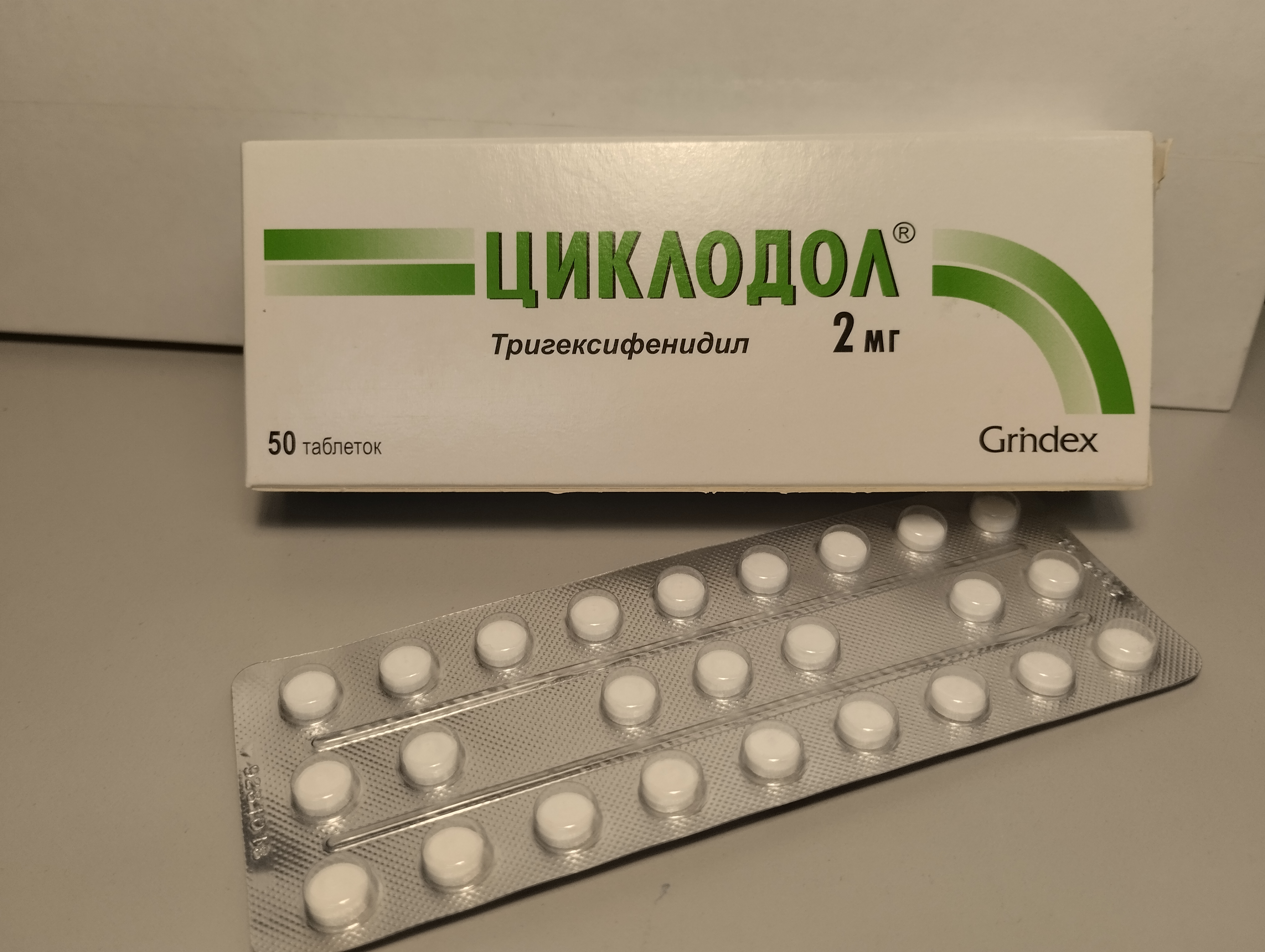
Упаковка и таблетки тригексифенидила под торговым наименованием «Циклодол»

Действие антихолинергических препаратов на экстрапирамидные расстройства обусловлено их способностью блокировать центральные ацетилхолиновые мускариновые рецепторы (причём среди антихолинергических корректоров можно выделить селективные, являющиеся антагонистами только M1-рецепторов, и неселективные, обладающие способностью блокировать M1, M2, M3-рецепторы). Так как дофамин тормозит высвобождение ацетилхолина в стриатуме, применение нейролептиков, обладающих свойством блокировать дофамин, влечёт за собой увеличение высвобождения ацетилхолина в стриатуме. Это приводит к нарушению баланса ацетилхолина и дофамина, что, как порой утверждается, является ключевым звеном в возникновении экстрапирамидных расстройств. Антихолинергические препараты восстанавливают нарушенный баланс дофаминергической и холинергической систем. К дополнительным их эффектам относятся антигистаминергическое действие и возможная блокада обратного захвата дофамина.
Обычно антихолинергические корректоры применяются для снятия уже развившихся экстрапирамидных расстройств, реже — для их профилактики, поскольку они могут снизить эффективность терапии нейролептиками и привести к развитию холинолитических побочных эффектов. Противопоказаниями к приёму антихолинергических корректоров являются, в частности, закрытоугольная глаукома, аденома предстательной железы, кишечная непроходимость. Эти препараты могут в стандартных клинических дозах могут ухудшать когнитивные функции пациентов; кроме того, их приём порой приводит к злоупотреблению ими по причине анксиолитических свойств и способности вызывать эйфорию, к возникновению лекарственной зависимости. Существует понятие циклодоловой токсикомании. Применение антихолинергических корректоров также связано с риском развития поздней дискинезии, нарушений памяти, чрезмерной седации, гипертермических состояний, изменения концентрации нейролептиков в плазме крови, гипергликемии и других метаболических осложнений.
Нередко высказывается мнение, что назначение антихолинергических корректоров одновременно с назначением нейролептиков для профилактики экстрапирамидных нарушений недопустимо, их следует назначать лишь для лечения уже возникших нейролептических экстрапирамидных расстройств. Например, в «Оксфордском руководстве по психиатрии» подчёркивается, что антихолинергические корректоры нельзя применять рутинным образом, так как они повышают риск поздней дискинезии. Другие авторы высказываются за профилактическое использование антихолинергических корректоров, подчёркивая, что их раннее назначение уменьшает частоту экстрапирамидных нарушений; при этом улучшается взаимопонимание между пациентом и врачом, облегчается получение согласия пациента на продолжение нейролептической терапии.
Обзор 6 исследований, в которых антихолинергические корректоры назначались профилактически, выполненных в разных странах, дал противоречивые результаты: авторы трёх из этих исследований сделали вывод об отсутствии необходимости профилактического назначения корректоров, остальные исследователи, напротив, решили, что такое назначение необходимо и обоснованно.
Высказывается также мнение, что с целью минимизации риска побочных эффектов вместо тригексифенидила (циклодола) следует использовать бипериден (акинетон), который по причине селективного воздействия на определённый подтип мускариновых рецепторов (М1) реже вызывает периферические антихолинергические побочные эффекты; кроме того, он меньше влияет на память и внимание и не потенцирует седативный эффект нейролептиков. Бипериден обладает меньшим, чем тригексифенидил, риском спутанности и холинолитического делирия и меньшим риском злоупотребления. Считается, что селективные холинолитики обладают некоторыми преимуществами, обусловленными их механизмом действия: в частности, они избирательно влияют на рецепторы, расположенные на нейронах, ответственных за формирование экстрапирамидных расстройств; то же касается и биперидена, который, являясь селективным холинолитиком, обладает преимуществами перед неселективным антагонистом М-холинорецепторов тригексифенидилом в плане терапевтического влияния на экстрапирамидные расстройства.
Авторы, высказывающиеся против рутинного применения антихолинергических корректоров, подчёркивают, что по мере развития толерантности к нейролептикам исчезает необходимость в применении антихолинергических препаратов, поэтому периодически нужно пересматривать их дозы, постепенно снижая их. Внезапная отмена антихолинергических препаратов может вызывать утяжеление паркинсонизма, поскольку нервная система формирует некоторую физическую зависимость от них.

## Дофаминергические препараты

### При экстрапирамидных расстройствах
Как правило, препараты леводопы и агонисты дофаминовых рецепторов пациентам с психотическими расстройствами, у которых развились нейролептические экстрапирамидные нарушения, не назначают, поскольку эти препараты могут вызвать ухудшение первичного психотического заболевания, по поводу которого назначались нейролептики. Вместе с тем они могут быть назначены на непродолжительное время, если пациент не страдает психическим расстройством и принимал нейролептик в качестве противорвотного средства или метоклопрамид (который обладает сходным с нейролептиками действием и также может вызывать экстрапирамидные нарушения), а отмена его не привела к быстрому регрессу экстрапирамидных симптомов.
У пациентов с психическими расстройствами при нейролептическом паркинсонизме может также применяться амантадин, хотя его эффективность не установлена так чётко, как в отношении антихолинергических корректоров. Тем не менее применение амантадина целесообразно у пациентов пожилого возраста, которые могут переносить его лучше, чем антихолинергические корректоры, а также у пациентов с поздней дискинезией. Механизм действия амантадина связан с блокадой NMDA-глутаматных рецепторов, усилением высвобождения дофамина из пресинаптических окончаний, лёгким антихолинергическим действием. В тяжёлых случаях экстрапирамидных расстройств можно назначать сочетание биперидена и амантадина.
Свою эффективность дофаминергические препараты доказали также при акатизии.

### При гиперпролактинемии
Большинство существующих нейролептиков вызывают гиперпролактинемию (повышение уровня гормона пролактина в крови), что может приводить к ряду серьёзных соматических побочных эффектов. Предпочтение в терапии гиперпролактинемии отдаётся стимуляторам центральных и периферических дофаминовых рецепторов, таким как бромокриптин, лизурид, перголид, амантадин, лерготрил, парлодел LAR, каберголин (достинекс). Наибольшее распространение из перечисленных препаратов получил бромокриптин. Часть пациентов с гиперпролактинемией оказываются резистентными к терапии этими препаратами, и для снижения уровня пролактина требуются повышенные их дозы, что обусловливает повышенный риск возможных осложнений. В связи с этим был разработан новый D2-агонист хинаголид (норпролак), который, в отличие от ряда других дофаминомиметиков, используемых в терапии гиперпролактинемии, не относится к производным алкалоидов спорыньи и нормализует содержание пролактина у пациентов, резистентных к бромокриптину.
Недостатком терапии бромокриптином является и выраженность побочных действий, таких как, в частности, диспепсия, ортостатическая гипотония, синкопальные состояния, тошнота и рвота, запоры, симптоматика рефлюкс-эзофагита, головные боли, бессонница. Каберголин и хинаголид отличаются от бромокриптина лучшей переносимостью. Они более избирательно, чем бромокриптин, взаимодействуют с D2-рецепторами. Побочные эффекты каберголина и хинаголида частично сходны с побочными эффектами бромокриптина, но, как правило, выражены мягче; при этом каберголин эффективен у большинства пациентов, резистентных к лечению бромокриптином и хинаголидом.
Хотя исследователями отмечается, что применение агонистов дофамина для коррекции гиперпролактинемии в психиатрической практике может приводить к снижению эффективности терапии нейролептиками и обострению психопатологической симптоматики, подчёркивается также, что постепенная титрация и применение умеренных доз агонистов дофамина позволяют избежать обострения и снижения эффективности нейролептической терапии. Стоит отметить также, что психические нарушения тревожного, депрессивного и психовегетативного характера, являющиеся вторичными по отношению к гиперпролактинемии, успешно поддаются коррекции агонистами дофамина — бромокриптином, каберголином и хинаголидом, причём положительные сдвиги наблюдаются даже в случаях лабораторной неэффективности агонистов дофамина, то есть у пациентов с сохраняющимся избыточным содержанием пролактина.
Противопоказаниями к применению корректирующей терапии агонистами дофамина являются тяжёлые формы сердечно-сосудистых заболеваний, повышенная чувствительность к препаратам-корректорам, беременность, кормление грудью, психотическое состояние пациента.

## Другие препараты

### При острой дистонии
Кроме антихолинергических корректоров, при острой дистонии возможно также использование бензодиазепинов (в частности, лоразепама, диазепама, феназепама, нозепама, элениума) или комбинированное применение аминазина внутримышечно и 20% раствора кофеина подкожно (вместо этого возможно также применение крепкого чая или кофе); при генерализованных острых дистониях — одновременное назначение аминазина или тизерцина внутримышечно и антихолинергических корректоров (акинетон) внутримышечно.
В некоторых российских и западных источниках рекомендуется в тяжёлых случаях вводить внутривенно антигистаминные средства (димедрол), кофеин-натрия бензоат, бензодиазепины (диазепам, лоразепам) или барбитураты.

### При акатизии
Особенно широко при лечении акатизии используются бета-адреноблокаторы, клонидин, бензодиазепины. Липофильные бета-адреноблокаторы, такие как пропранолол, являются одними из наиболее эффективных средств в лечении акатизии. Бензодиазепины тоже обладают некоторой эффективностью, предположительно по причине их неспецифических противотревожных и седативных свойств. Высказывается и мнение, что в качестве корректоров при акатизии следует назначать препараты, снижающие активность норадреналиновых нейронов, а именно к таким препаратам и относятся бета-адреноблокаторы и бензодиазепины. Свою эффективность при акатизии доказали также антигистаминные препараты, вальпроаты, прегабалин, габапентин, карбамазепин, баклофен, α1-адреноблокаторы, блокаторы 5-HT2-рецепторов (в частности, ципрогептадин, ритансерин, антидепрессанты миансерин и — в низких дозах — миртазапин).
Упомянутые выше препараты относятся в основном к препаратам первой линии при лечении акатизии. Данных РКИ по лечению акатизии «за пределами первой линии» очень мало, однако, если указанные выше препараты оказываются в том или ином конкретном случае неэффективными или недостаточно эффективными, могут применяться амантадин, буспирон, амитриптилин, витамин B6, антиоксиданты (витамины E и C), омега-3 жирные кислоты, тизанидин, мемантин, тестостерон, прегненолон, дегидроэпиандростерон, эстрогеновая заместительная терапия у женщин в постклимактерическом периоде; кодеин и другие опиоиды.
Препаратами выбора при поздней акатизии являются симпатолитики (резерпин, тетрабеназин), эффективны также опиоиды. При дефиците железа необходимо его возмещение.

### При поздней дискинезии
В настоящее время не существует единых чётко сформулированных формализованных алгоритмов лечения поздней дискинезии. Эффективность многих препаратов, применяемых для терапии этого расстройства, не доказана или доказана недостаточно. Тем не менее существуют данные в пользу леводопы, оксипертина, вальпроата натрия, тиаприда, витамина E, мелатонина, высоких доз витаминов, различных антиоксидантов, тетрабеназина. Для лечения поздней дискинезии в США одобрен валбеназин. У пациентов с поздней дистонией желательно применение холинолитиков и ботулинического токсина.
Российские авторы советуют использовать те или иные препараты (агонисты ГАМК, резерпин, сульпирид или оланзапин, карбамазепин, антагонисты кальция, средства, усиливающие холинергическую передачу, холинолитики, бета-блокаторы и пр.) в зависимости от типа гиперкинеза, преобладающего в клинической картине поздней дискинезии. Также рекомендуется использовать ноотропы, литий, лецитин, физостигмин, амантадина сульфат, клоназепам, антиокислительные препараты (витамин E и другие антиоксиданты).